# Narthecius suturalis
Narthecius suturalis is een keversoort uit de familie dwergschorskevers (Laemophloeidae). De wetenschappelijke naam van de soort werd in 1913 gepubliceerd door Antoine Henri Grouvelle.